# Scott Joplin
Scott Joplin (Texarkana, 24 november 1868  – New York, 1 april 1917) was een Amerikaans pianist en ragtime-componist. Hij begon als musicus in zijn tienerjaren, en studeerde later muziek aan het George Smith College in Sedalia.
Hij schreef meer dan dertig rags, waaronder Maple Leaf Rag en The Entertainer, en de opera Treemonisha. Naast componist was Joplin een begenadigd pianist en kornettist.
Er zijn pianolarollen bewaard gebleven, ingespeeld door Scott Joplin zelf. Daardoor kan men tot de dag van vandaag een indruk krijgen hoe hij zijn rags speelde. Een te grote waarde moet aan deze rollen echter niet gehecht worden, aangezien dergelijke rollen vaak door de uitgevers bewerkt werden. Dit is ook gebeurd met de rollen van Joplin.
De muziek van Scott Joplin kreeg opnieuw bekendheid toen in de film The Sting (met Robert Redford en Paul Newman) zijn muziek gebruikt werd. Later werd de song Aunt Dinah Has Blown The Horn uit Treemonisha een hit in de uitvoering van het Gunther Schuller Orkest.
In 1916 begon Joplin te dementeren als gevolg van syfilis. In januari 1917 werd hij opgenomen in een inrichting waar hij drie maanden later op 49-jarige leeftijd overleed.

## De muziek van Scott Joplin
- Antoinette (1906)
- Augustan Club Waltz (1901)
- Bethena (1905)
- Binks' Waltz (1905)
- A Breeze From Alabama (1902)
- Cascades (1904)
- The Chrysanthemum (1904) opgedragen aan Freddie Alexander, Joplins tweede vrouw
- Cleopha (1902)
- Combination March (1896)
- Country Club (1909)
- The [Great] Crush Collision March (1896)
- The Easy Winners (1901)
- Elite Syncopations (1902)
- The Entertainer (1902)
- Eugenia (1906)
- Euphonic Sounds (1909)
- The Favourite (1904)
- Felicity Rag (1911) samen met Scott Hayden
- Fig Leaf Rag (1908)
- Gladiolus Rag (1907)
- Harmony Club Waltz (1896)
- Heliotrope Bouquet (1907) samen met Louis Chauvin
- I am thinking of my Pickanniny Days (1901) op tekst van Henry Jackson
- Kismet Rag (1913) samen met Scott Hayden
- Leola (1905)
- Lily Queen (1907) samen met Arthur Marshall
- Little Black Baby (1903) op tekst van Louis Armstrong Bristol
- Magnetic Rag (1914)
- Maple Leaf Rag (1899)
- March Majestic (1902)
- The Nonpareil (1907)
- Original Rags (1899) gearrangeerd door Chas. N. Daniels
- Palm Leaf Rag (1903)
- Paragon Rag (1909)
- Peacherine Rag (1901)
- A Picture of Her Face (1895)
- Pine Apple Rag (1908)
- Pleasant Moments (1909)
- Please Say You Will (1895)
- The Ragtime Dance (1902)
- The Ragtime Dance (1906) deze versie werd ingekort om de verliezen te compenseren van de uitgave van 1902
- Reflection Rag (1917) postuum gepubliceerd
- The Rose-bud March (1905)
- Rose Leaf Rag (1907)
- Sarah Dear (1905) op tekst van Henry Jackson
- School of Ragtime (1908)
- Searchlight Rag (1907)
- Silver Swan Rag (1971) postuum gepubliceerd
- Solace (1909)
- Something Doing (1903) samen met Scott Hayden
- Stoptime Rag (1910)
- Scott Joplin's New Rag (1912)
- The Strenuous Life (1902)
- Sugar Cane (1908)
- Sunflower Slow Drag (1901) samen met Scott Hayden
- Swipsey (1900) samen met Arthur Marshall
- The Sycamore (1904)
- Treemonisha (1911)
- Wall Street Rag (1909)
- Weeping Willow (1903)
- When Your Hair Is Like the Snow (1907) op tekst van "Owen Spendthrift"